# رایگرسبرگ
رایگرسبرگ (به آلمانی: Riegersberg) یک منطقهٔ مسکونی در اتریش است که در هارتبرگ فورستنفلد واقع شده‌است. رایگرسبرگ ۲۴٫۶۶ کیلومتر مربع مساحت دارد ۶۹۳ متر بالاتر از سطح دریا واقع شده‌است.